# Fokker D.XXIII
Fokker D.XXIII — двухмоторный истребитель голландской фирмы Fokker. Конструктор — Мариус Беелинг (Marius Beeling).
Первый полет прототипа состоялся 30 мая 1939 года.

## Конструкция

Fokker DXXIII

Самолет представляет собой двухбалочный низкоплан с двумя двигателями, один из которых - толкающий.
Кабина с закрытым кокпитом размещена между тянущим и толкающим двигателем. Самолет оборудован убирающимся трехколесным шасси.
На прототипе установлены два поршневых двигателя воздушного охлаждения Вальтер Сагитта I-SR (Walter Sagitta I-SR) по 530 л. с. В ходе испытательных полетов выявлены неполадки с охлаждением и работой заднего двигателя. Было предложено использовать в серийных самолётах двигатели Роллс-Ройс (Rolls-Royce) или Даймлер-Бенц (Daimler-Benz).
Вооружен четырьмя пулемётами: два 7,9мм и два 13,2мм (на прототипе не установлены). Площадь крыла 18,5 м². 
Расчетная скорость 525 км/ч. Максимальная взлетная масса 2950 кг.
Масса пустого самолета 2180 кг. Расчётная дальность полёта 840 км.
Выполнено 11 полётов суммарной продолжительностью менее четырёх часов.
Перед несколькими последними полётами тыльная часть фюзеляжа была существенно модифицирована чтобы улучшить охлаждение толкающего двигателя. В апреле 1940 во время одиннадцатого полёта было повреждено шасси. Программа испытаний была прекращена в мае 1940 когда немецкие войска вторглись в Голландию.

## Летно-технические характеристики
Конструктор А. С. Москалев пишет в своих мемуарах: 

 Интересно, что компоновка САМ-13 оказалась аналогичной компоновке самолета Фоккер Д-23. Главное различие было в более мощных моторах у Д-23. Самолеты разрабатывались, примерно, в одно и то же время и к сожалению, компоновка и проектные данные Д-23, макет которого демонстрировался в 1938 году на Парижской выставке, до меня не дошли и о Д-23 я узнал уже во время войны и удивился совпадению конструкторской мысли.
Интересно сравнить параметры Фокер D.XXIII (Fokker D.XXIII)
с параметрами САМ-13, испытания которого начались в 1940 г.
| Летно-технические характеристики | Летно-технические характеристики                | Летно-технические характеристики                       |
| -------------------------------- | ----------------------------------------------- | ------------------------------------------------------ |
| Название                         | САМ-13                                          | Фокер D.XXIII                                          |
| Размах крыла, м                  | 7,30                                            | 11,5                                                   |
| Длина, м                         | 7,85                                            | 10,2                                                   |
| Высота, м                        | 2,55                                            | 3,8                                                    |
| Площадь крыла, м²                | 9,0                                             | 18,5                                                   |
| Масса, кг                        |                                                 |                                                        |
| пустого самолета                 | 754                                             | 2180                                                   |
| максимальная взлетная            | 1183                                            | 2950                                                   |
| Нагрузка на крыло, кг/м²         | 131,5                                           | ?                                                      |
| Двигатель                        | 2 × Рено тип 453-05                             | 2 × Walter Sagitta I-SR                                |
| Мощность, л.с.                   | 2 × 220                                         | 2 × 530                                                |
| Максимальная скорость, км/ч      | 680 расчетная                                   | 525                                                    |
| у земли                          | 520—560                                         | ?                                                      |
| на высоте                        | 680                                             | ?                                                      |
| Посадочная скорость, км/ч        | 125                                             | ?                                                      |
| Практическая дальность, км       | 850                                             | 840                                                    |
| Практический потолок, м          | 10000                                           | 9000                                                   |
| Экипаж, чел.                     | 1                                               | 1                                                      |
| Вооружение                       | 4 × пулемета УльтраШКАС под патрон 7,62 × 54 мм | 2 × 7,9-мм пулемета M1919, 2 × 13,2-мм пулемета M.1939 |
| Масса залпа, кг/с                | 1,92                                            | ?                                                      |